# Calau
Calau (en lenguas sorbias: Kalawa) es una ciudad en el distrito de Alto Bosque del Spree-Lusacia; en el sur del estado federado de Brandeburgo en Alemania. 

## Localización geográfica
La ciudad se halla ubicada en la mitad de la Baja Lusacia, a unos 25 km al oeste de Cottbus y en el margen oriental del parque natural Niederlausitzer Landrücken.

## Barrios
- Calau (ciudad)
- Bolschwitz
- Buckow
- Craupe/ Radensdorf/ Schrakau
- Gollmitz/ Settinchen
- Groß Jehser/ Mallenchen
- Groß Mehßow /Klein Mehßow
- Kemmen/ Säritz/ Schadewitz
- Mlode/ Rochusthal
- Saßleben/ Kalkwitz/ Reuden
- Werchow/ Cabel/ Plieskendorf
- Zinnitz/ Bathow

## Historia
El nombre de Calau, originalmente eslavo Carlowe, recuerda a las raíces eslavas de la ciudad. Calau fue mencionada por primera vez en 1279. En los siglos XV y XVI tuvieron lugar varios congresos de la región de Niederlausitz.

## Demografía
- Tendencia poblacional desde 1875 (línea azul: población; línea punteada: comparación con tendencias poblacionales del estado de Brandenburg; fondo gris: tiempo de gobierno Nazi; fondo rojo: tiempo de Gobierno comunista)
- Proyecciones y desarrollo poblacional reciente (Desarrollo poblacional antes del censo del 2011 (línea azul); Desarrollo poblacional reciente de acuerdo al Censo en Alemania del 2011 (línea azul con bordes); Proyecciones ofiales para el período 2005-2030 (línea amarilla); para el período 2017-2030 (línea escarlata); para el período 2020-2030 (línea verde)